# Biba (Lomié)
Pour les articles homonymes, voir Biba.
Biba est un village du Cameroun situé dans la région de l'Est et le département du Haut Nyong. Biba fait partie de la commune de Lomié et de l'arrondissement de Nzime-Centre.
Biba est également connu sous les noms de Beba et Nsog's.

## Infrastructures
Le village de Biba se trouve sur la piste piétonnière de Bomié à Bila I et à Koungoulou.

## Population
Lors du recensement de 2005, Biba comptait 17 habitants, dont 8 hommes et 9 femmes.
En 1964-1965, on dénombrait 185 habitants à Biba.